# XSL-FO
XSLFO,  akronym för eXtensible Stylesheet Language- Formatting Objects.
XSL-Formatting Objects är ett språk/vokabulär för att beskriva ett XML-dokuments layout. XSLFO är en W3C-standard.